# Sinnamary
Sinnamary es una ciudad y una comuna en la costa de la Guayana Francesa, y está situada entre Kourou e Iracoubo. En 2011 tenía una población de 3165 habitantes.
Se encuentra al paso del río Sinnamary. La ciudad contiene una comunidad indonesa, así como una comunidad amerindia galibi. Las dos comunidades son productoras de joyería e ilustraciones, las cuales son vendidas a los turistas. El principal hotel de Sinnamary es el Hôtel du Fleuve.
A 18 km de la ciudad se encuentra el Complejo de Lanzamiento del Soyuz (ELS, Ensemble de Lancement Soyouz), cuyas instalaciones incluyen todo lo necesario para el montaje y lanzamiento de cohetes Soyuz.

## Historia
Los primeros colonos llegaron a la zona en 1624, sin embargo, la ciudad de Sinnamary se estableció oficialmente hasta 1664. Sinnamary fue conquistada dos veces por los holandeses y una vez por los británicos, hasta que en 1763 fue otorgada a Francia gracias al Tratado de París. En 1764, unas 40 familias de acadianos, que aún vivían en el exilio después del Gran Trastorno, se establecieron en Sinnamary. En 1792, durante la Revolución Francesa, se abrió la primera prisión para sacerdotes y enemigos políticos en Sinnamary, siendo un precursor de la colonia penal de la Guayana Francesa. Después de que Napoleón reintrodujo la esclavitud en 1802, la ciudad comenzó a crecer, y el descubrimiento de oro causó un segundo auge.